# Hodonice (kraj południowoczeski)
Hodonice – wieś i gmina w Czechach, w powiecie Tabor, w kraju południowoczeskim. Według danych z dnia 1 stycznia 2013 liczyła 143 mieszkańców.